# Albert Einstein College of Medicine
L'Albert Einstein College of Medicine ou AECOM est une faculté de médecine et un important centre de recherches de l'université Yeshiva fondé le 14 mars 1953 dans le Bronx, un quartier de New York aux États-Unis.

## Histoire

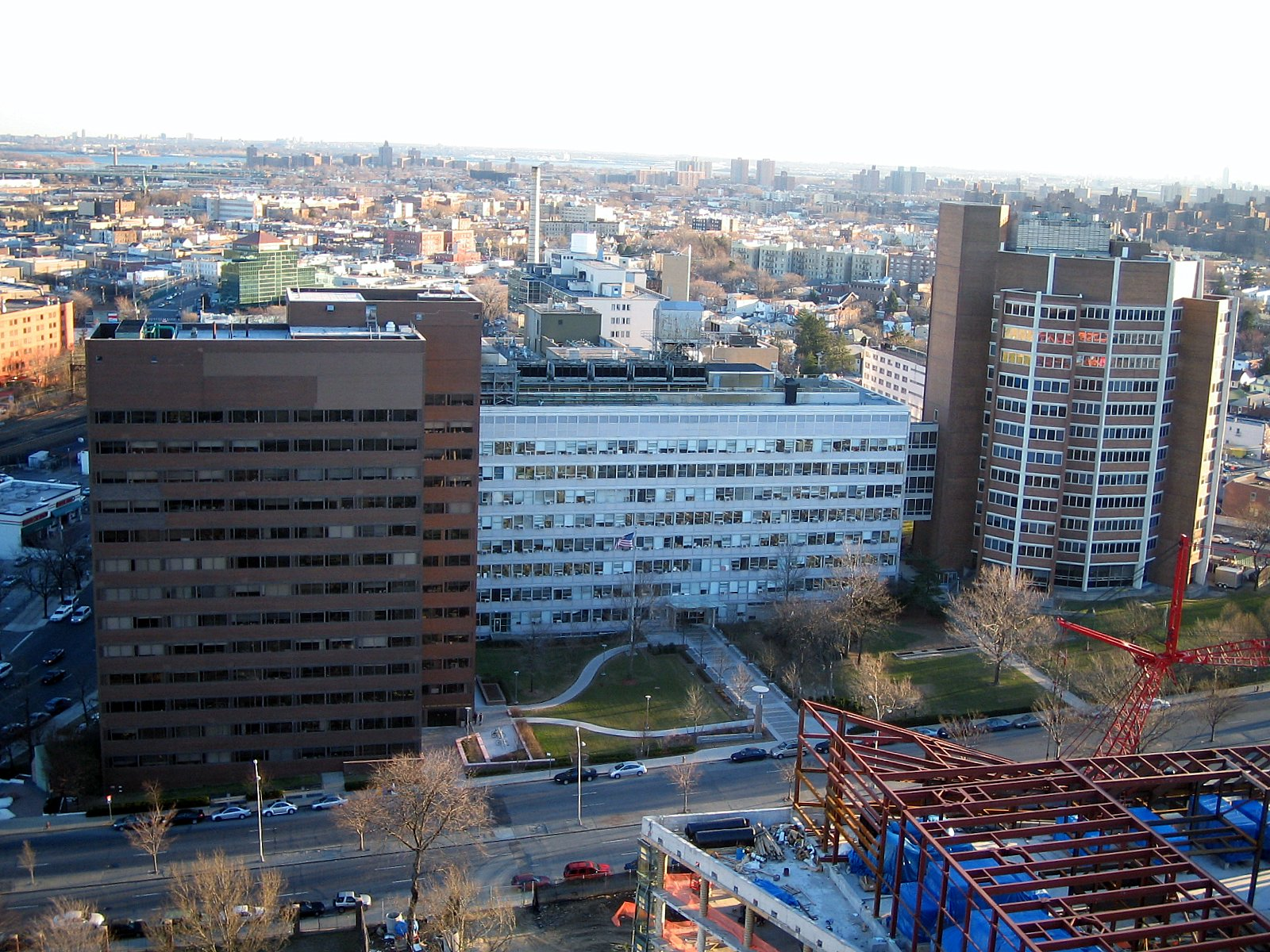
Les bâtiments de l'AECOM.

Albert Einstein donne son accord le jour de son 74e anniversaire pour que cette faculté privée de médecine de l'université Yeshiva  porte son nom si l'admission des étudiants en médecine se fait sans distinction de race, sexe, âge, nationalité ou religion. La première promotion d'étudiants en médecine est constituée le 2 septembre 1955 de 56 personnes.
L'AECOM est affilié avec six hôpitaux new-yorkais : les Montefiore Medical Center, Jacobi Medical Center, Bronx Psychiatric Center, et Bronx-Lebanon Hospital dans le Bronx, le Beth Israel Medical Center dans le quartier de l'East Village à Manhattan, et le Long Island Jewish Medical Center de Long Island.
En février 2024, Ruth Gottesman, professeure de médecine de l'université et présidente de son conseil d'administration, fait un don d'un milliard de dollars à l'établissement, afin de lui permettre de ne plus jamais percevoir aucuns frais de scolarité de ses étudiants

## Diplômés de l'AECOM
- Howard Dean, candidat à l'investiture démocrate en 2004
- Baruch Goldstein, auteur de la fusillade au caveau des Patriarches de Hébron
- Marc Van Ranst, virologue belge